# Lasioglossum perdifficile
Lasioglossum perdifficile is een vliesvleugelig insect uit de familie Halictidae. De wetenschappelijke naam van de soort is voor het eerst geldig gepubliceerd in 1895 door Cockerell.